# 太刀盛り
太刀盛り（たちもり）または太刀目盛り（たちめもり）は、将棋盤や碁盤の目盛りを作る作業。
刃を丸めた日本刀の刃に温めた漆を付けて斬るようにして漆を盛りつけていく。将棋盤、碁盤を作る工程においてもっとも神経を使う作業で、当て木はせず鉛筆の下書きに沿って刃を落としてゆくことから高度な熟練した技術が必要とされる。
盤面の目盛りを作る技術には、ヘラを使う「へら盛り」、ネズミのヒゲを使う「筆盛り」などがあるが、太刀盛りはそれらに比べ「漆の線がブレにくい」「輪郭が明瞭になり、漆の盛り上がりが高くなる」といった特徴がある。
江戸では藩政時代からへら盛りが主流であるため「江戸へら盛り」と呼ばれ、現代でも東京の業者はへら盛りが多い。